# Xã Pleasant, Quận Perry, Ohio
Xã Pleasant (tiếng Anh: Pleasant Township) là một xã thuộc quận Perry, tiểu bang Ohio, Hoa Kỳ. Năm 2010, dân số của xã này là 846 người.